# DPDgroup
DPDgroup, anteriormente GeoPost, es el holding del grupo La Poste que agrupa a sus filiales en Francia y el resto del mundo. DPDgroup crece mediante la adquisición de empresas establecidas ya en sus respectivos mercados, reorganizando su logística en sus mercados de origen.
DPDgroup tiene actividad en más de 40 países en todo el mundo, de los que 26 pertenecen a la Unión Europea. GeoPost se posiciona en primer lugar en Francia y segundo a nivel europeo en el mercado de paquetería exprés.

## Historia
- 1999: La Poste Group crea GeoPost, el holding cuya función es llevar a cabo las actividades de paquetería Express Group. Chronopost se convirtió en el primer líder de la marca GeoPost en el mercado francés.
- 2001 GeoPost hace su primera gran operación de adquisición y adquiere 83,32% de las acciones de la DPD, la segunda red de paquetes en Alemania fundada en 1977.
- 2003 GeoPost forma una alianza estratégica con el franqueo Yurtici primera empresa de transporte de Turquía.
- 2004: Adquisición de 40% de participación en Seur, primer operador privado español y la adquisición en 2006 de Exapaq (DPD hoy Francia), líder de transporte urgente de paquetes en Francia y en 2009 Pickup, especializada en los puntos de administración relé.
- 2011: GeoPost toma el control del DPD láser (Sudáfrica) y Lenton (Hong Kong).
- 2013: GeoPost adquiere el 40% de DTDC, la segunda mayor red de entrega de paquetes en la India.
- 2014: GeoPost prosigue su desarrollo en Europa y refuerza su posición en Polonia con la adquisición de la empresa de mensajería Siódemka. Esta adquisición completa la oferta de DPD Polonia que se convierte en líder del mercado polaco. En España, GeoPost amplía su posición en Seur hasta el 68% de la compañía. GeoPost toma el control de los británicos wnDirect proveedor de logística, lo que le permite desarrollar sus posiciones en el mercado internacional con soluciones para minoristas electrónicos. En Japón, GeoPost tiene una alianza con Japan Post, lo que le permite integrar el capital del Grupo Lenton junto a él. Esta alianza permite GeoPost para fortalecer su posición en Asia.
- 2015: GeoPost consolida sus marcas europeas bajo una bandera común "Grupo DPD" 1.

## Filiales
DPDgroup agrupa a las siguientes filiales:
- DPD
- Chronopost
- Exapaq
- Interlink Express
- Pickup Services
- Seur
- Yurtiçi Kargo